# Chrysops cincticornis
Chrysops cincticornis is een vliegensoort uit de familie van de dazen (Tabanidae). De wetenschappelijke naam van de soort is voor het eerst geldig gepubliceerd in 1848 door Walker.